# 532037 Chiminigagua
(532037) Chiminigagua is een transneptunisch object en binair systeem dat behoort tot de verstrooide schijf (zoals Eris). De ontdekking ervan werd aangekondigd op 31 maart 2014. Het heeft een absolute magnitude (H) van 3,2. Chiminigagua is een binair object, met twee componenten van ongeveer 740 kilometer en 190 kilometer in diameter. Het is het negende-intrinsiek helderste bekende transneptunische object, en is bijna gelijk (binnen meetonzekerheden) als het grootste naamloze object in het zonnestelsel.

## Baan

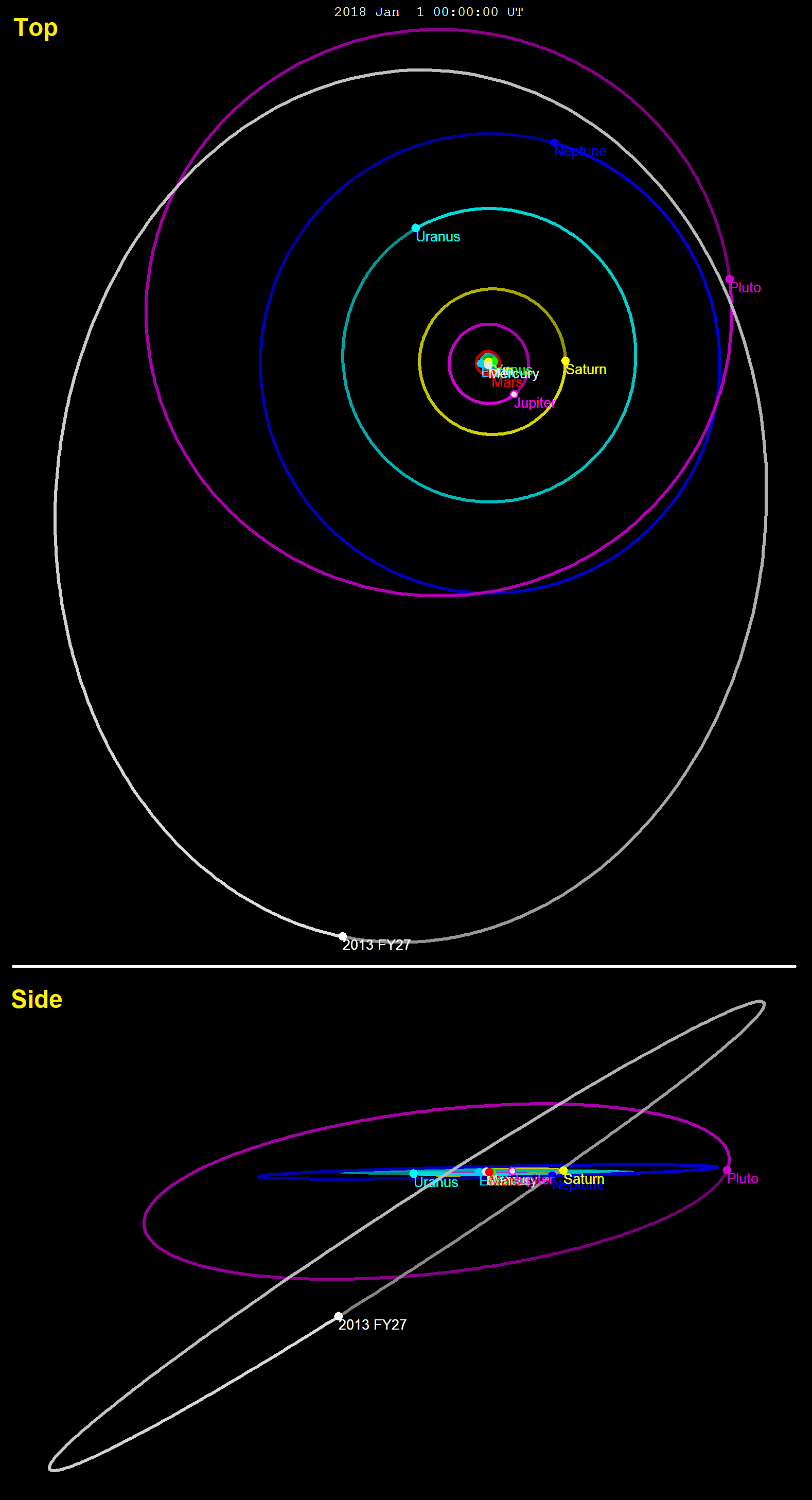
Baan van de planetoïde in het wit.

Chiminigagua draait eens in de 451 jaar rond de zon. Hij zal rond september 2203 zijn perihelium bereiken, op een afstand van ongeveer 35,7 AE. Hij staat momenteel dicht bij het aphelium, op 80 AE van de zon, en heeft daardoor een schijnbare magnitude van 22. Zijn baan heeft een aanzienlijke inclinatie van 33°. De sednoïde 2012 VP113 en het verstrooide schijfobject 2013 FZ27 werden ontdekt door dezelfde survey als Chiminigagua en werden binnen ongeveer een week na elkaar aangekondigd.

## Fysische eigenschappen
Chiminigagua heeft een diameter van ongeveer 740 kilometer en bevindt zich daarmee in de overgangszone tussen middelgrote en grote TNO's. Met behulp van de Atacama Large Millimeter Array en de Magellan-telescopen werd zijn albedo gevonden op 0,17, en zijn kleur als matig rood. Chiminigagua is een van de grootste matig rode TNO's. De fysische processen die leiden tot het ontbreken van zulke matig rode TNO's groter dan 800 kilometer zijn nog niet goed begrepen.
De helderheid van Chiminigagua varieert met minder dan 0,06 mag over uren en dagen, wat suggereert dat het ofwel een zeer lange rotatieperiode heeft, een ongeveer sferoïdale vorm, of een rotatieas die naar de aarde wijst.
Brown schatte, voorafgaand aan de ontdekking van zijn satelliet, dat Chiminigagua zeer waarschijnlijk een dwergplaneet was, vanwege zijn grote afmetingen. Grundy et al. berekenen echter dat lichamen zoals Chiminigagua, minder dan ongeveer 1000 km in diameter, met albedo's van minder dan ≈0,2 en dichtheden van ≈1,2 g/cm3 of minder, een zekere mate van poreusheid in hun fysieke structuur kunnen behouden, omdat ze nooit zijn ingestort tot volledig vaste lichamen.

## Maan

Het kleine stipje is de maan.

Met behulp van waarnemingen van de Hubble Space Telescope in januari 2018 vond Scott Sheppard een maan rond Chiminigagua, op 0,17 boogseconden afstand en 3,0±0,2 mag zwakker dan de primaire. De ontdekking werd aangekondigd op 10 augustus 2018. Aangenomen dat de twee componenten gelijke albedo's hebben, zijn ze respectievelijk ongeveer 740 kilometer en 190 kilometer groot. Tussen mei en juli 2018 werden vervolgwaarnemingen gedaan om de baan van de maan te bepalen, maar de resultaten van die waarnemingen zijn nog niet vrijgegeven. Zodra de baan bekend is, kunnen de massa's en dichtheden van de twee componenten worden bepaald.